# Џефри Марк Десковик
Џефри Марк Десковик (енгл. Jeffrey Mark Deskovic; 27. октобар 1973) је бивши амерички затвореник који је осуђен на доживотни притвор у Њујорку за убиство колеге у основној школи, иако су ДНК анализе показале да није прави убица. Пуштен је на слободу након 15 година затвора септембра 2006, а недавно се појавио на емисији Си-ен-ена у вези с његовим преокретом према исламу.